# John Stewart, 2. Earl of Atholl
John Stewart, 2. Earl of Atholl (* nach 1475; † 1521) war ein schottischer Adliger aus der Familie Stewart.
Er war ein Sohn des John Stewart, 1. Earl of Atholl und dessen zweiter Gemahlin Eleanor Sinclair. Er folgte seinem Vater 1512 als Earl of Atholl und nahm ein Jahr später an der Schlacht von Flodden Field teil, in der er angeblich fiel, tatsächlich starb er aber erst 1521.
Der Earl heiratete Janet († 1546), Tochter des Archibald Campbell, 2. Earl of Argyll, mit der er folgende Kinder hatte:
- Elizabeth Stewart, ⚭ Kenneth Mackenzie of Kintail;
- John Stewart, 3. Earl of Atholl (1507–1542);
- Janet Stewart, ⚭ (1) um 1520 Alexander Gordon, Master of Sutherland, ⚭ (2) vor 1532 Hew Kennedy of Girvanmains, ⚭ (3) vor 1544 Henry Stewart, 1. Lord Methven, ⚭ (4) Patrick Ruthven, 3. Lord Ruthven.